# ریچارد بیسهارت
ریچارد بیسهارت (انگلیسی: Richard Basehart؛ ‏ ۳۱ اوت ۱۹۱۴ – ۱۷ سپتامبر ۱۹۸۴) بازیگر اهل ایالات متحده آمریکا بود.
از فیلم‌ها و مجموعه‌های تلویزیونی‌ای که وی در آن نقش داشته‌است، می‌توان به جاده، برادران کارامازوف، سرنیزه‌های استوار، حضور، وسوسه شیطانی، خانه‌ای در تلگراف هیل، تایتانیک، تصمیم پیش از شفق، موبی دیک، پنج زن بدنام، عصر وحشت، بیرون دیوار، نایت رایدر، جزیره دکتر مورو و تنش اشاره کرد.